# Brooke Foss Westcott
Pour les articles homonymes, voir Westcott.
Brooke Foss Westcott (né le 12 janvier 1825 mort le 27 juillet 1901) est un bibliste et un théologien britannique, évêque de Durham de 1890 jusqu'à sa mort. Il est notamment connu pour être le co-éditeur avec Fenton John Anthony Hort en 1881 d'une édition de référence en grec du Nouveau Testament le The New Testament in the Original Greek par la méthode de la critique textuelle.

## Sources
- (en) Cet article est partiellement ou en totalité issu de l’article de Wikipédia en anglais intitulé « Brooke Westcott » (voir la liste des auteurs).
- Arthur Westcott Life and Letters of Brooke Foss Westcott, Vol. I, MacMillan and Co. Ltd, Londres, 1903.